# Satiro di Milano
Satiro (Treviri?, 339/340 – Milano, 378) era fratello di sant'Ambrogio e di santa Marcellina ed è anch'egli venerato come santo dalla Chiesa cattolica.

## Biografia
Le uniche fonti riguardanti san Satiro sono i due discorsi pronunciati dal fratello sant'Ambrogio dopo la sua morte (De excessu fratris sui Satyri). Satiro era il secondo dei tre fratelli, preceduto da Marcellina e seguito da Ambrogio, e fra loro ci fu sempre una profonda unione spirituale. Si ipotizza anche che fosse fratello gemello di Ambrogio. Intraprese la carriera forense come il fratello, e divenne governatore di un'imprecisata provincia dell'impero romano, facendosi amare dal popolo per la sua umanità. Nel 374 Ambrogio divenne vescovo di Milano e Satiro lasciò gli incarichi pubblici, per aiutare il fratello nell'amministrazione della diocesi, per occuparsi del patrimonio di famiglia e per tutelare la sorella che aveva scelto di essere vergine consacrata. Anche lui aveva scelto la castità, e quasi certamente non si sposò.
Durante il ritorno da un viaggio in Africa sopravvisse a un naufragio, attribuendo la salvezza a un frammento di Eucaristia ottenuto dai compagni di viaggio e custodito in un fazzoletto, ma avvertì i sintomi di un'ignota malattia che lo condusse alla morte nel 378, non prima di aver ricevuto il battesimo, conservando "integra la Grazia ricevuta" e vivendo in maniera sobria e senza attaccamento eccessivo al denaro. Secondo la sua volontà di disporre liberamente dei beni lasciati, Ambrogio e Marcellina li distribuirono ai poveri. Fu sepolto, per volontà del fratello, nella cappella di San Vittore in Ciel d'Oro della basilica ambrosiana, accanto alle reliquie di san Vittore il Moro. In base al ruolo rivestito accanto al fratello vescovo, i sacrestani dell'Arcidiocesi di Milano considerano san Satiro loro patrono.

## Culto
La Chiesa cattolica lo festeggia il 17 settembre.
A lui è dedicata la chiesa di Santa Maria presso San Satiro a Milano, risalente al IX secolo, ricostruita nel 1478 dal Bramante.